# هلفيلة صيفية
هلفيلة صيفية (الاسم العلمي: Helvella aestivalis) هي نوع من الفطريات يتبع جنس الهلفيلة من الفصيلة الهلفيلية               .	